# Cougars de Victoria (PCHA)
Pour les articles homonymes, voir Cougars de Victoria.
Les Cougars de Victoria sont une franchise de hockey sur glace de l'Association de hockey de la Côte du Pacifique puis de la Western Canada Hockey League au début du XXe siècle.

## Historique
Les Cougars jouaient à Victoria ville de la province de la Colombie-Britannique et l'équipe est fondée en 1922. Auparavant l'équipe portait le nom d'Aristocrats de Victoria.
À la fin de la saison 1924-25, l'équipe change de ligue et rejoint la Western Canada Hockey League et finissent premier dès la première saison. Ils accèdent alors à la finale de la Coupe Stanley 1925 et battent les Canadiens de Montréal de la Ligue nationale de hockey. La saison d'après, ils finissent encore une nouvelle fois champion de la WCHL mais ils perdent en finale contre les Maroons de Montréal de la LNH 3 matchs à 1.
La WCHL dépose le bilan la saison suivante et un accord est conclu prévoyant que l'équipe puisse rejoindre la Ligue nationale de hockey. Le 15 mai 1926, les joueurs des Cougars sont donc en grande partie achetés pour un total de 100 000 dollars et déménagés à Détroit. L'équipe prend alors le nom de Cougars de Detroit, gardant le nom de Cougars en hommage à l'ancienne équipe. Les Cougars s'appellent par la suite les Falcons, puis finalement les Red Wings de Détroit.

## Logos

Entre 1913 et 1916
Entre 1918 et 1920
Entre 1920 et 1921
Entre 1921 et 1923
Logo des Cougars de Victoria